# SN 2005ke
SN 2005ke – supernowa typu Ia odkryta 13 listopada 2005 roku w galaktyce NGC 1371. W momencie odkrycia miała maksymalną jasność 17,20m.